# Bangana
Bangana là tên khoa học của một chi cá trong họ Cyprinidae. Các loài trong chi này phân bố rộng khắp trong khu vực miền nam và đông nam châu Á. Chúng sinh sống chủ yếu trong các vùng nước chảy của các con sông nhiệt đới và cận nhiệt đới.
Bangana bao gồm nhiều loài trước đây được phân loại là thuộc chi Sinilabeo.

## Các loài
Có khoảng 23 loài trong chi này:
- Bangana almorae (B. L. Chaudhuri, 1912)
- Bangana ariza (Hamilton, 1807) – reba
- Bangana behri (Fowler, 1937) - Cá mõm trâu
- Bangana brevirostris Liu & Zhou, 2009
- Bangana decora (W. K. H. Peters, 1881)
- Bangana dero (Hamilton, 1822)
- Bangana devdevi (Hora, 1936)
- Bangana diplostoma (Heckel, 1838)
- Bangana discognathoides (Nichols & C. H. Pope, 1927)
- Bangana elegans Kottelat, 1998
- Bangana gedrosicus (Zugmayer, 1912)
- Bangana horai (Bănărescu, 1986)
- Bangana lemassoni (Pellegrin & Chevey, 1936) - Cá dầm xanh, cá rầm xanh
- Bangana lippus (Fowler, 1936)
- Bangana musaei Kottelat & H. Steiner, 2011
- Bangana rendahli (Sh. Kimura, 1934)
- Bangana sinkleri (Fowler, 1934)
- Bangana tonkinensis (Pellegrin & Chevey, 1934) - Cá hỏa
- Bangana tungting (Nichols, 1925)
- Bangana wui (C. Y. Zheng & Y. R. Chen, 1983)
- Bangana xanthogenys (Pellegrin & Chevey, 1936) - Cá dầm vàng
- Bangana yunnanensis (Wu, et al., 1977)
- Bangana zhui (Zheng & Chen, 1989)

## Không thuộc chi này
Loài Bangana pierrei (Sauvage, 1880) trong phiên bản 2011 của Fish Base hiện tại được coi là một trong các danh pháp đồng nghĩa của loài Labeo pierrei (Sauvage, 1880).